# Nationale Fluggesellschaft
Eine nationale Fluggesellschaft, auch Flag-Carrier (von englisch Flag Carrier ‚Flaggenträger‘), bezeichnet in der zivilen Verkehrsluftfahrt eine Fluggesellschaft, die unter verschieden möglichen Bedingungen eine für Dritte erkennbare Verknüpfbarkeit zu einem Staat aufweist. Üblicherweise befinden oder befanden sie sich gänzlich oder größtenteils in Staatsbesitz. Dementsprechend bezeichnet sich beispielsweise das Staatsunternehmen Etihad Airways als nationale Fluggesellschaft des Emirats Abu Dhabi oder die staatliche Royal Jordanian als nationale Fluggesellschaft Jordaniens.

## Fluggesellschaft im Eigentum eines Staates

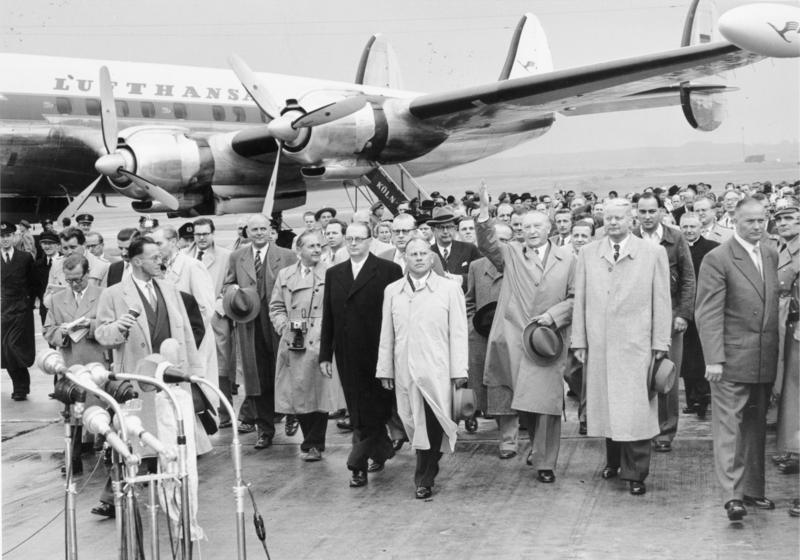
Bundeskanzler Konrad Adenauer vor einer Lockheed Super Constellation der damals noch staatlichen Lufthansa am Flughafen Köln/Bonn

Im herkömmlichen Sinne werden diejenigen Fluggesellschaften als nationale Fluggesellschaft bezeichnet, die sich mehrheitlich im Eigentum eines Staates befinden. Typisch ist hier oft auch eine Monopolstellung im heimischen Markt.
Wilhelm Pompl et al. definieren Flag Carrier in einem Aufsatz im Tourismus Journal (2003) wie folgt:

„Flag Carrier: Liniengesellschaft mit staatlicher Mehrheitsbeteiligung, die als Monopolist oder Marktführer im jeweiligen Heimatland das wichtigste Instrument zur Durchsetzung der nationalen Luftverkehrspolitik ist und in ihrer Unternehmenspolitik zudem durch staatliche Bevormundung (z. B. bezüglich Strecken, Arbeitsplätzen, Besetzung von Führungspositionen durch Karrierebürokraten) beeinflusst wird. Die Überlebensfähigkeit wird oft eher durch verkehrsrechtliche Protektion und Subventionen als durch Wettbewerbsfähigkeit gesichert.“

Teilweise nehmen solche nationale Fluggesellschaften zugleich staatliche Aufgaben wie den Transport von staatlichen Funktionsträgern anlässlich von Staatsbesuchen wahr. Historisch wurde der Begriff insbesondere für staatliche Fluggesellschaften in Europa wie Air France, Alitalia, British Airways, Austrian Airlines oder die Deutsche Lufthansa gebraucht. Sowohl durch die zunehmende Privatisierung als auch durch die Liberalisierung im Luftverkehr und Open-Skies-Abkommen erfährt der Begriff zumindest in Europa zunehmend einen Bedeutungswandel (siehe unterhalb).

## Fluggesellschaft mit Lizenz eines Staates

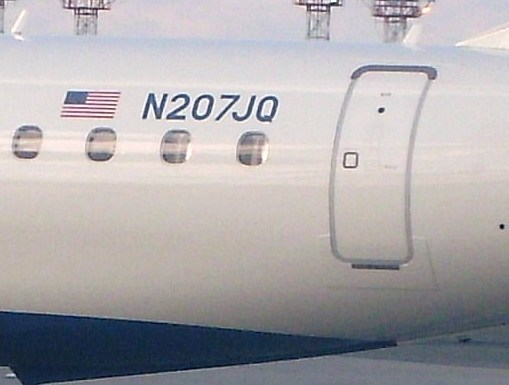
Embraer 175 von Shuttle America mit amerikanischer Flagge neben dem Luftfahrzeugkennzeichen

Nach dem Recht der Vereinigten Staaten ist ein U.S. flag air carrier eine Fluggesellschaft, die über ein Zertifikat gemäß Abschnitt 401 des Federal Aviation Act von 1958 (49 U.S.C.1371) verfügt, das heißt, dass dies jede international tätige US-amerikanische Fluggesellschaft ist. Auch andere Staaten erkennen teilweise rein private Fluggesellschaften als nationale Fluggesellschaft an. So wurde die Fly6ix in Sierra Leone 2010 als nationale Fluggesellschaft des Landes zugelassen, später dann die ebenfalls private virtuelle Fluggesellschaft Fly Salone.

## Marketing

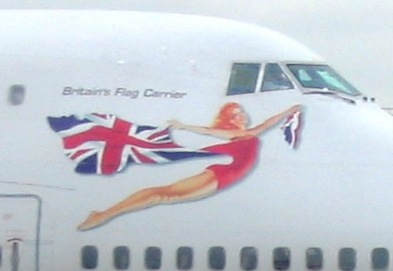
Boeing 747 von Virgin Atlantic mit Aufschrift „Britain’s flag carrier“

Wegen der geschichtlich bedingten Prestigeträchtigkeit wird der rechtlich nicht geschützte Begriff Flag Carrier auch von Fluggesellschaften benutzt, die keine nationale Fluggesellschaft darstellen, jedoch im Rahmen ihrer Marketingstrategie einen exklusiven staatlichen Bezug suggerieren. Die Fluggesellschaft Virgin Atlantic etwa bezeichnete sich als Reaktion auf die Entfernung des Union Jacks von den Leitwerken der British-Airways-Maschinen als „Britain’s Flag Carrier“.

## Beispiele
- Aegean Airlines
- Aeroflot
- Air France
- Air Moldova
- Austrian Airlines
- British Airways
- Bulgaria Air
- Finnair
- LATAM Airlines
- Icelandair
- ITA Airways
- Japan Airlines
- KLM
- Korean Air
- Lufthansa
- Malaysia Airlines
- MIAT Mongolian Airlines
- Polskie Linie Lotnicze LOT
- Garuda Indonesia
- Qantas Airways
- Royal Jordanian
- Swiss
- TAP Air Portugal
- Turkish Airlines

## Belege
1. ↑  Axel Schulz: Grundlagen Verkehr im Tourismus: Fluggesellschaften, Kreuzfahrten, Bahnen, Busse und Mietwagen. Oldenbour, München 2014, ISBN 978-3-486-72505-6, S. 14 in der Google-Buchsuche.
2. ↑  Etihad airways – The UAE’s national airline. (Memento des Originals vom 28. Oktober 2020 im Internet Archive)  Info: Der Archivlink wurde automatisch eingesetzt und noch nicht geprüft. Bitte prüfe Original- und Archivlink gemäß Anleitung und entferne dann diesen Hinweis. (engl.) In: Visit Abu Dhabi. Department of Culture and Tourism – Abu Dhabi (Hrsg.), ohne Datum, abgerufen am 25. Oktober 2020.
3. ↑  Oneworld Royal Jordanian. (engl.) In: Mitgliedsfluggesellschaften. oneworld Alliance (Hrsg.), ohne Datum, abgerufen am 25. Oktober 2020.
4. ↑  Wilhelm Pompl, Markus R. Schuckert, Claudia Möller: Zur Differenzierung der Geschäftsmodelle im Personenluftverkehr: Die Full Service Network Carrier. In: Tourismus Journal. 7. Jg., Heft 4/2003, S. 457–467 (Volltext online. In: ResearchGate, abgerufen am 25. Oktober 2020), hier: S. 60.
5. ↑  Subpart 47.4 - Air Transportation by U.S.-Flag Carriers: 47.401 Definitions. (“‘U.S.-flag air carrier’ means an air carrier holding a certificate under section 401 of the Federal Aviation Act of 1958 (49 U.S.C.1371).”) In: Federal Acquisition Regulation. United States Government (Hrsg.), abgerufen am 25. Oktober 2020.
6. ↑  Alhaji Mansaray: President Koroma Inaugurates Fly 6ix Airline. (Memento vom 2. August 2012 im Webarchiv archive.today) In: Global Times Online, 14. Dezember 2010.